# Widecombe in the Moor
Widecombe in the Moor est un village et une paroisse civile du Devon, en Angleterre. Il est situé dans le Dartmoor. Administrativement, il relève du district de Teignbridge.